# Ținutul Codrului
Ținutul Codrului a fost unul din ținuturile Moldovei, care a fost desprins din ținutul Fălciului la mijlocul secolului al XVIII-lea. A fost precedat de căpitănia Codrului în cadrul ținutului Fălciului. Era situat în partea de nord a fostului ținut al Tigheciului (desființat la mijlocul secolului al XVII-lea), pe teritoriul raioanelor Leova și Cantemir de astăzi. Avea o suprafață de 727 km², cu o populație de 1345 de locuitori în anul 1774 și de 4405 de locuitori în 1803. În 1772 sunt atestate doar patru localități: Larga, Hănăseni, Șipotu și Culucaia. În 1803, după Condica liuzilor, era format din 13 localități: Tigheci, Cadânțica, Copcuiul, Leova, Hănăsenii Noi, Vetrișoae, Tocenii, Larga, Haragășii, Hănășănii Vechi, Caniea, Macreștii, Capaclăe. A fost anexat la Imperiul Rus în 1812 și desființat în 1818, teritoriul fiind împărțit între ținuturile Bender și Ismail.
Ținutul Codrului este asociat cu neamul Cantemireștilor. Toader Cantemir, tatăl domnitorului Constantin Cantemir, la începutul secolului al XVII-lea avea sub ascultare „ținutul Codru”. Codrenii au constituit sprijinul principal și al lui Constantin Cantemir pe parcursul întregii sale domnii. Din codreni se trăgea, conform Cronicii Ghiculeștilor, și haiducul Codreanu, care a haiducit în timpul domniei lui Matei Ghica (1753-1756).

## Stemă

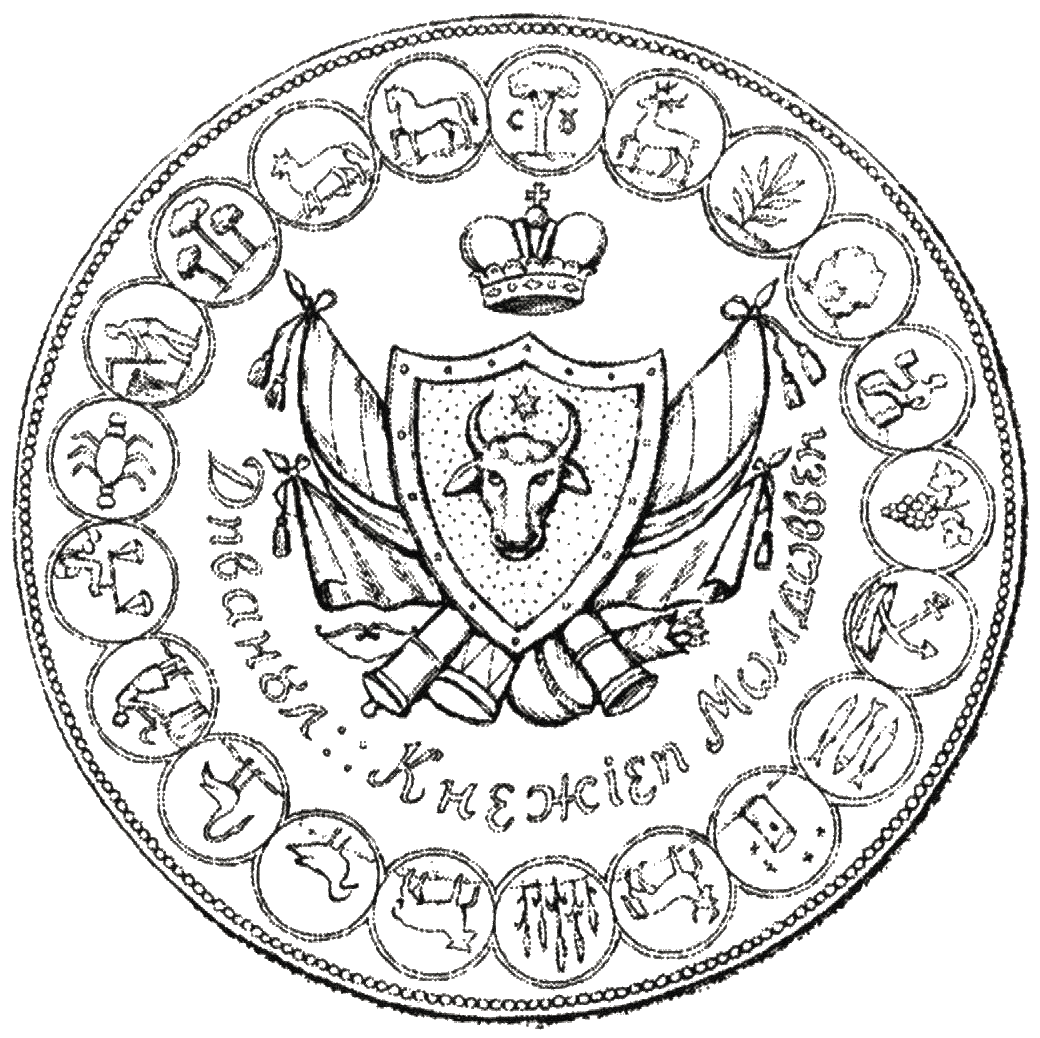
Sigiliul Divanului Cnejiei Moldovei cu stema Țării Moldovei înconjurată de 21 de medalioane cu stemele ținutale

Sigiliul Divanului Cnejiei Moldovei (cca. 1806 - 1812) - cea mai veche imagine cunoscută care a conservat simbolurile ținutale - conține stema ținutului Codrului reprezentată de un medalion cu o oaie mergând spre dreapta pe o terasă. 